# Урия Хип (персонаж)
Урия Хип — вымышленный персонаж английского писателя Чарльза Диккенса из его романа «Дэвид Копперфильд» 1850 года. Хип является одним из основных действующих лиц второй части романа и главным «плохим парнем» всей книги — «британским злодеем времён королевы Виктории». Его характер отличается деланным смирением и самоуничижением, подхалимажем и манипуляцией людьми для проведения финансовых махинаций, чтобы «выбиться в люди». Тартюф светского буржуазного общества. В некоторых англоязычных работах назван сикофантом, другие более прямолинейны и считают его не человеком, а злой машиной вроде медленного Терминатора.

## Имена героев
Имена героев романа — Урия и Дэвид (Давид) напоминают читателю, хорошо знающему текст Ветхого завета Библии, 2-ю книгу Царств, где действуют царь Давид и воин Урия Хеттеянин. Во времена Чарльза Диккенса эта история соперничества из-за жены Урии Вирсавии была прозрачна читателям романа, в котором роли соперников из-за дочери мистера Уикфилда Агнес противоположны, и такой библейский подтекст придаёт второй части произведения ещё одно измерение, допускающее мысль, что в становлении Урии Хипа как злодея определённую роль сыграли обстоятельства его жизни и воспитания, жертвой которых он стал.

## В романе

### Клерк юриста Уикфилда
Сбежав от своего отчима мистера Мэрдстона, Дэвид Копперфильд, пешком из Лондона приходит в Дувр, в дом своей двоюродной бабушки, эксцентричной мисс Бетси Тротвуд, изнеможенным и голодным, оборванным и грязным, претерпев в дороге всяческие невзгоды. Она решает определить своего внучатого племянника, окрещённого ею Тротвудом, в хорошую школу и перед этим они с Дэвидом отправляются в юридическую контору к мистеру Уикфилду, управляющему графскими поместьями. В конторе он впервые встречает клерка-ученика мистера Уикфилда — рыжего подростка лет пятнадцати, выглядящего гораздо старше, с лицом, походившим на лицо мертвеца (англ. a cadaverous face), но с чуть красноватой кожей, на котором «бровей почти не было, а ресниц не было вовсе» — Урию Хипа.
Ко времени знакомства с Дэвидом Урия был при конторе уже четвёртый год, поступив туда учеником через год после кончины его отца — пономаря, и теперь жил с матерью в полном согласии и, как понял Дэвид, безыскусной любви и понимании, в скромной старомодной комнате, куда вход был прямо с улицы.
Диккенс не жалеет красок и эпитетов, в гротескной манере изображая Хипа как неприятного человека: Урия постоянно потирает свои влажные руки, временами украдкой вытирая их носовым платком, как будто хочет их согреть и высушить и на ощупь липкая рука его напоминает рыбу или лягушку и кажется рукой призрака; водя пальцем по книге, он, как уверен Дэвид, оставляет на странице липкие следы, подобно улитке, а восторг выражает отвратительным образом: его шея и туловище извиваются как змея (англ. snaky twistings). В одном из эпизодов романа он, находясь в одной компании с бабушкой Дэвида Бэтси Тротвуд, «стал так невыносимо извиваться», что та не выдержала: «Не дергайтесь, сэр! … Я не желаю сойти с ума от того, что вы здесь передо мной извиваетесь, как змея или как пробочник!»
Как бы то ни было, но теперь Копперфильд-Тротвуд становится знакомцем этого пугающего и одновременно завораживающего типа и, в какой-то мере, его товарищем, поскольку остался жить у мистера Уикфилда, пока обучается в школе у доктора Стронга. Дэвид даже предлагает по мере своих возможностей помочь Урии с латынью, которая тому необходима для лучшего понимания популярной в то время книги мистера Тидда (англ. William Tidd) «Практика Королевского суда» (англ. "Practice of the Court of King's Bench"), на что Хип отвечает, постоянно называя себя человеком маленьким и смиренным, знающим своё место, что не решается принять помощь Дэвида, чтобы не оскорбить достойных людей своим образованием. Дэвид даже льстит Хипу, проча ему в будущем стать преемником Уикфилда. Урия притворно не допускает такую возможность, но хорошо запоминает эти слова.